# Rosenthal am Rennsteig
Rosenthal am Rennsteig è un comune tedesco del Land della Turingia.
Non esiste alcun centro abitato con tale denominazione: si tratta pertanto di un comune sparso.

## Storia
Il comune di Rosenthal am Rennsteig venne creato il 1º gennaio 2019 dalla fusione dei comuni di Birkenhügel, Blankenberg, Blankenstein, Harra, Neundorf, Pottiga e Schlegel.